# Murilo Antonio Fischer
Murilo Antonio Fischer (Brusque, Estat de Santa Catarina, 16 de juny de 1979) és un ciclista brasiler, professional entre el 2004 i el 2016. Va córrer als equips Domina Vacanze, Naturino-Sapore di Mare, Liquigas, Garmin-Sharp i FDJ. Durant la seva carrera esportiva va prendre part en cinc edicions dels Jocs Olímpics d'Estiu, els compresos entre el 2000 i el 2016.
Bon esprintador, va debutar com a professional el 2004 a l'equip italià Domina Vacanze. En el seu palmarès destaquen la victòria a la general de l'UCI Europe Tour de 2005 gràcies als nombrosos triomfs en les semiclàssiques italianes que aconseguí aquell any. El 2010 i 2011 es proclamà campió nacional en ruta.

## Palmarès
- 2000
  - 1r a la Prova Ciclística 9 de Julho
- 2001
  - Vencedor d'una etapa de la Volta a l'Uruguai
- 2002
  - Vencedor d'una etapa del Baby Giro
  - Vencedor d'una etapa de la Volta a Rio de Janeiro
- 2003
  - 1r a La Popolarissima
- 2005
  - Vencedor de l'UCI Europa Tour
  - 1r al Giro del Piemont
  - 1r al Gran Premi de la Indústria i el Comerç de Prato
  - 1r al Gran Premi Bruno Beghelli
  - 1r al Memorial Cimurri
  - 1r al Trofeu Ciutat de Castelfidardo
  - Vencedor de 2 etapes de l'Uniqa Classic
  - Vencedor d'una etapa de la Volta al llac Qinghai
- 2007
  - Vencedor d'una etapa de la Volta a Polònia
- 2009
  - 1r al Giro de Romanya
- 2010
  -  Campió de Brasil en ruta
- 2011
  -  Campió de Brasil en ruta
  - 1r al Trofeu Magaluf-Palmanova

### Resultats al Tour de França
- 2007. 101è de la classificació general
- 2008. 76è de la classificació general
- 2013. 133è de la classificació general

### Resultats al Giro d'Itàlia
- 2010. 112è de la classificació general
- 2011. Abandona (17a etapa)
- 2013. 147è de la classificació general
- 2014. 135è de la classificació general
- 2015. 130è de la classificació general
- 2016. 152è de la classificació general

### Resultats a la Volta a Espanya
- 2011. No surt (9a etapa)
- 2014. Abandona (13a etapa)
- 2015. 156è de la classificació general
- 2016. Abandona (5a etapa)